# ダ・ヴィンチ「本の物語」大賞
ダ・ヴィンチ「本の物語」大賞（ダ・ヴィンチ ほんのものがたり たいしょう）は、株式会社KADOKAWA メディアファクトリー 『ダ・ヴィンチ』編集部が主催する、公募の新人文学賞である。2012年の第7回をもって終了したダ・ヴィンチ文学賞の後継の賞として2013年より募集が開始された。内容は「本にまつわる物語」に限定しており、400字詰め原稿用紙換算で250枚から350枚の小説を募集する。受賞者には賞金100万円が授与され、受賞作はメディアファクトリーから刊行される。優秀賞・読者賞・特別賞などが出ることもある。最終選考の際は、編集部だけでなく読者審査員100名や、書店員も加わるなど、選考方法がユニークな文学賞でもある。

## 受賞・最終候補作一覧
年は受賞作の発表の年。特記がなければ、初刊はKADOKAWA〈ダ・ヴィンチブックス〉。
| 回（年）        | 応募数 | 賞         | 受賞・最終候補作                  | 著者           | 初刊       | 文庫化     |
| --------------- | ------ | ---------- | --------------------------------- | -------------- | ---------- | ---------- |
| 第1回（2013年） | 219編  | 大賞       | 「初恋は坂道の先へ」              | 藤石波矢       | 2014年5月  |            |
| 第1回（2013年） | 219編  | 読者賞     | 「イワレ奇譚」                    | やながさわかだ |            |            |
| 第1回（2013年） | 219編  | 最終候補   | 「すべてラブレター」              | 背群磐         |            |            |
| 第1回（2013年） | 219編  | 最終候補   | 「カサンドラの予言」              | 日野原爽       |            |            |
| 第1回（2013年） | 219編  | 最終候補   | 「眠る倉庫の役割」                | 溝地めぐる     |            |            |
| 第2回（2014年） | 160編  | 大賞       | 「神さまのいる書店 まほろばの夏」 | 三萩せんや     | 2015年7月  |            |
| 第2回（2014年） | 160編  | 最終候補   | 「アレクサンドリアの炎」          | 小林栗奈       |            |            |
| 第2回（2014年） | 160編  | 最終候補   | 「一条さんの文芸部」              | 滝原典         |            |            |
| 第3回（2015年） | 205編  | 受賞作なし | 受賞作なし                        | 受賞作なし     | 受賞作なし | 受賞作なし |
| 第3回（2015年） | 205編  | 最終候補   | 「When the ship comes in」        | 相川英輔       |            |            |
| 第3回（2015年） | 205編  | 最終候補   | 「骨つつじのこと」                | 佐々木タマミ   |            |            |
| 第3回（2015年） | 205編  | 最終候補   | 「グレーバードの虹色の朝」        | 鳴瀬ツグミ     |            |            |
| 第3回（2015年） | 205編  | 最終候補   | 「8月3日に会いに行く」            | 真之あんじ     |            |            |